# NGC 1600
NGC 1600 је елиптична галаксија у сазвежђу Еридан која се налази на NGC листи објеката дубоког неба.
Деклинација објекта је - 5° 5' 14" а ректасцензија 4h 31m 39,9s. Привидна величина (магнитуда) објекта NGC 1600 износи 11,0 а фотографска магнитуда 12,0. Налази се на удаљености од 49,590 милиона парсека од Сунца. NGC 1600 је још познат и под ознакама MCG -1-12-17, PGC 15406.